# قطعنامه ۳۶۳ شورای امنیت
قطعنامه ۳۶۳ شورای امنیت سازمان ملل متحد که در تاریخ ۲۹ نوامبر ۱۹۷۴ تصویب شد، سندی بین‌المللی دربارهٔ اسرائیل-جمهوری عربی سوریه است. این قطعنامه طی نشست ۱٬۸۰۹ام با ۱۳ موافق، ۰ مخالف و ۰ ممتنع تصویب شد.